# Епархия Брно
 Епархия Брно  (лат. Dioecesis Brunensis) — епархия Римско-Католической Церкви с центром в городе Брно, Чехия. Епархия Брно входит в митрополию Оломоуца. Кафедральным собором  епархии Брно является собор святых Петра и Павла.

## История
5 декабря 1777 года Святой Престол учредил епархия Брно, выделив её из архиепархии Оломоуца.

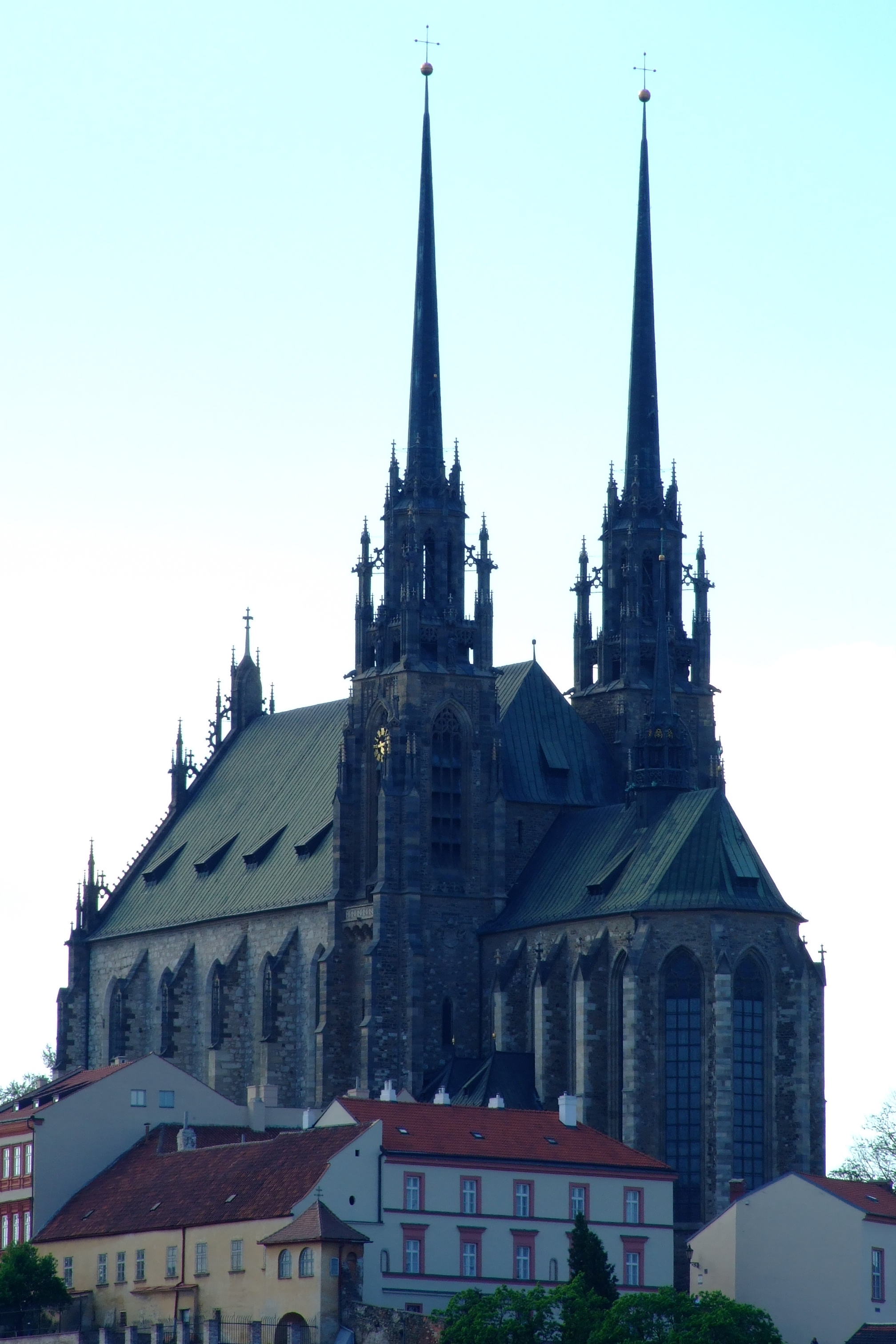
Собор святых апостолов Петра и Павла

## Список епископов епархии
- Маттиас Франц фон Хоринский (18.05.1777 — 30.10.1786);
- Иоганн Баптист Лахенбауэр (7.12.1786 — 22.02.1799);
- Винценц Йозеф Франц Залес фон Шраттенбах (4.07.1800 — 25.05.1816);
- Венцеслас Урбан фон Штуффлер (28.07.1817 — 24.05.1831);
- Франц Антон Гиндль (16.11.1831 — 23.01.1841);
- Антонин Арношт Шаффготч (27.01.1842 — 31.03.1870);
- Карел Нёттиг (17.08.1870 — 14.01.1882);
- Франтишек Салески Бауэр (3.07.1882 — 10.05.1904);
- Павел Гуин (17.04.1904 — 4.10.1916);
- Кляйн, Норберт Ян Непомук (7.12.1916 — 4.01.1926);
- Йозеф Купка (22.10.1931 — 10.06.1941);
- Sede vacante (1941—1946);
- Карел Скоупый (3.04.1946 — 22.02.1972);
- Sede vacante (1972—1990);
- Войтех Цикрле (14.02.1990 — 26.06.2022).
- Павел Конзбул (26.06.2022 — по настоящее время).

## Источник
- Annuario Pontificio, Libreria Editrice Vaticana, Città del Vaticano, 2003, ISBN 88-209-7422-3
- Pius Bonifacius Gams, Series episcoporum Ecclesiae Catholicae, Leipzig 1931, стр. 266   (лат.)
- Konrad Eubel, Hierarchia Catholica Medii Aevi, vol. 6, стр. 133; vol. 7, стр. 120; vol. 8, стр. 160  (лат.)
- Булла Suprema dispositione/ Bullarii romani continuatio, Tomo VI, Parte I, Prato 1843, стр. 429-432  (лат.)